# Heliotropium chaudharyanum
Heliotropium chaudharyanum är en strävbladig växtart som beskrevs av Al-turki, Omer och Ghafoor. Heliotropium chaudharyanum ingår i Heliotropsläktet som ingår i familjen strävbladiga växter. Inga underarter finns listade i Catalogue of Life.